# Politique des auteurs
La politique des auteurs est un mouvement théorique de la critique cinématographique défini pour la première fois en février 1955 par François Truffaut dans les pages des Cahiers du cinéma.
Cette expression est aussi le titre d'un livre publié pour la première fois en 1972, qui reprend des entretiens menés entre 1954 et 1966 dans les Cahiers du cinéma avec les cinéastes Michelangelo Antonioni, Luis Buñuel, Robert Bresson, Carl Dreyer, Howard Hawks, Alfred Hitchcock, Fritz Lang, Jean Renoir, Roberto Rossellini et Orson Welles.

## Définition
Selon l'acception générale, la politique des auteurs consiste à donner au réalisateur le statut d'auteur au-dessus de tout autre intervenant. Mais cette politique est avant tout une approche critique. Les tenants de la politique des auteurs considèrent les films comme faisant partie de l'œuvre de leur réalisateur, plutôt que de les étudier comme appartenant à un genre. Les « auteuristes » recherchent donc les récurrences et thématiques développées dans les différents films d'un réalisateur particulier. Cette posture a l'intérêt d'assurer l'utilité du discours du critique qui est celui qui a vu les différents films de ces réalisateurs et qui est chargé de détecter les récurrences entre les différents films.
Ainsi, dans son article sur le film de Jacques Becker Ali Baba et les Quarante voleurs intitulé « Ali Baba et la « Politique des Auteurs », François Truffaut explique ainsi : « Ali Baba eut-il été raté que je l'eusse quand même défendu en vertu de la Politique des Auteurs que mes congénères en critique et moi-même pratiquons. Toute basée sur la belle formule de Giraudoux : « il n'y a pas d'œuvres, il n'y a que des auteurs » elle consiste à nier l'axiome, cher à nos aînés selon quoi il en va des films comme des mayonnaises, cela se rate ou se réussit. » Il fustige aussi l'idée de ses « aînés » qui pensent qu'en vieillissant des cinéastes comme Abel Gance, Fritz Lang, Alfred Hitchcock, Howard Hawks, Roberto Rossellini ou Jean Renoir seraient touchés par un « vieillissement stérilisateur » ou même par le « gâtisme ».
Ce concept a aussi l'avantage d'assurer la cohérence du discours critique ; ainsi, Truffaut écrira (sous le pseudonyme de Robert Lachenay) : « Politique des auteurs (nécessité de la) : André Bazin aime beaucoup Citizen Kane, Les Ambersons, un peu La Dame de Shanghai et Othello, guère Voyage au pays de la peur et Macbeth, pas du tout Le Criminel. Cocteau aime beaucoup Macbeth mais non Le Criminel. Sadoul aime assez Kane et les Ambersons mais pas du tout Voyage au pays de la peur et Macbeth. Qui a raison ? Malgré le respect que je porte à Cocteau, Bazin et Sadoul, je préfère me ranger à l'avis d'Astruc, Rivette, Truffaut et tutti quanti qui aiment sans distinction tous les films de Welles pour ce qu'ils sont des films de Welles et ne ressemblent à aucun autre, pour un certain jeu d'Orson qui est un dialogue shakespearien avec le ciel (le regard passant au-dessus de la tête des comparses), pour une qualité de l'image qui doit moins à la plastique qu'à un remarquable sens de la dramaturgie des scènes, pour une invention perpétuelle verbale et technique, pour tout cela qui crée un style, ce "style Welles" qu'on retrouve dans tous ses films qu'ils soient luxueux ou fauchés, tournés vite ou lentement. Je n'ai pas encore vu Monsieur Arkadin, mais je sais que c'est un bon film parce qu'il est d'Orson Welles et que même si Welles voulait faire du Delannoy il n'y arriverait pas ».
Il est à noter que l'auteur du film ne doit pas nécessairement l'avoir écrit seul. Dès « Ali Baba et la « Politique des Auteurs », François Truffaut affirme que « en dépit de son scénario trituré par dix ou douze personnes, dix ou douze personnes de trop excepté Becker, Ali Baba est le film d'un auteur, un auteur parvenu à une maîtrise exceptionnelle, un auteur de film ». En outre, ce concept n'est pas en contradiction avec les contraintes économiques et commerciales que peuvent connaître les films. Selon Serge Daney, dans la préface qu'il signe à la réédition de 1984 du livre La Politique des Auteurs, s'il était évident pour toute la critique de l'époque que Robert Bresson, Federico Fellini, Jacques Tati ou Michelangelo Antonioni étaient des auteurs, « le vrai scandale des Cahiers jaunes avait été d'aller chercher, au cœur même du cinéma américain de divertissement et loin de toute aura culturelle, les deux cinéastes les moins romantiques du monde, Hawks et Hitchcock, et de dire : ceux-là sont des auteurs et non pas des faiseurs. (…) Le vrai scandale, c'était un peu d'être renoiro-rossellinien et beaucoup d'être « hitchcocko-hawksien ». Or ces deux cinéastes ne se cachent pas d'avoir des ambitions commerciales. Ainsi, dans ce même livre, dans un entretien de 1955, Alfred Hitchcock déclare « C'est ma conscience qui m'oblige à faire commercial. Parce que, dites donc, un film, c'est beaucoup d'argent, d'argent d'autres personnes, qu'on vous prête pour vous exprimer. Et ma conscience me dit : il faut mettre la sourdine pour qu'« ils » puissent rentrer dans leur argent ; ou bien, il n'y aura plus d'industrie et elle mourra de sa belle mort ». Quant à Howard Hawks, en 1956, toujours dans le même livre, il affirme : « Je n'ai pas envie de faire un film pour mon propre plaisir ; pour une simple raison : je veux que le public y aille et le voie. Je n'ai jamais vu de film si bon que le public ne veuille pas le voir. Non. J'ai entendu dire : « Ce film est tellement bon que le public n'a pas envie d'y aller. » Je n'y crois pas ».

## Contexte de l'élaboration du concept
Dans les années 1950, en France, deux revues de cinéma s'affrontent, les Cahiers du cinéma, avec Truffaut, Rohmer, Godard et Rivette, et Positif avec Bernard Chardère et Ado Kyrou. Positif accuse les Cahiers de pratiquer l'éclectisme et de défendre des conceptions réactionnaires. Les Cahiers sont alors poussés à définir une ligne éditoriale claire et à se défendre contre cette accusation d'éclectisme. Ils adoptent alors la politique des auteurs.

## Critique
La paternité de la politique des auteurs est contestée par les critiques de la revue Positif. Par exemple, dans son éditorial de juillet/août 2012, le critique Michel Ciment explique que la politique des auteurs n'a pas été inventée par les critiques des Cahiers du cinéma mais par Louis Delluc dans sa revue Cinéa au début des années 1920 et par Jean George Auriol dans sa Revue du cinéma : « Il a fallu tout l'aplomb et le sens de l'autopromotion des futurs réalisateurs de la Nouvelle Vague pour faire croire que, dans les années 1950, ils furent les premiers à prendre en considération le rôle primordial du metteur en scène ».
Après y avoir longtemps adhéré, l'historien du cinéma franco-américain Noël Burch, qui rappelle également l'influence de Delluc sur les critiques-réalisateurs de la Nouvelle Vague, remet en question cette théorie dans les années 1990, la jugeant trop limitée dans sa manière de faire du réalisateur l'unique créateur du film au détriment du scénariste ou du co-scénariste, du producteur et des chefs techniciens. Burch regrette par ailleurs la tendance systématique de la politique des auteurs à vouer un culte galvaudé et présomptueux à la forme, l'esthétisme et le modernisme au détriment de l'histoire ou du scénario, injustement méprisés.